# Tecnis
La Tecnis S.p.A. è stata un'azienda italiana operante nel settore delle costruzioni di opere infrastrutturali, con sede a Tremestieri Etneo, comune della città metropolitana di Catania.

## Storia
L'azienda viene fondata nel 1997 e fin da subito, si afferma come una delle maggiori realtà imprenditoriali regionali e nazionali nel settore delle costruzioni, aggiudicandosi numerosi appalti in Italia e all'estero: nel 2014 secondo la classifica elaborata dalla testata Il Sole 24 Ore sulle prime 50 imprese italiane di costruzione, la Tecnis figura al quindicesimo posto nella graduatoria, facendo di essa la prima del settore nell'Italia meridionale.
Nel 2015 l'azienda etnea viene interessata dall'inchiesta giudiziaria sull'ANAS denominata Dama Nera aperta dalla Procura della Repubblica di Roma. All'inchiesta della procura capitolina, fa seguito il provvedimento emesso dalla Procura della Repubblica di Catania, che delibera il sequestro della Tecnis. Le vicende giudiziarie, destituite di ogni fondamento, hanno però avuto ripercussioni sulle attività dell'azienda, cagionando il blocco dei cantieri e la cassa integrazione guadagni per i suoi dipendenti.
Per l'azienda, nel frattempo commissariata, la Prefettura di Catania nomina il prof. Saverio Ruperto commissario straordinario; nel 2017 il Tribunale di Catania, su richiesta della Procura, dispone il dissequestro dell'azienda che viene così restituita ai legittimi proprietari, dopo che accurate indagini, hanno ritenuto del tutto infondate le accuse a loro carico, scagionandoli da ogni accusa.; dopo il dissequestro deciso dal tribunale siciliano, il Ministero dello sviluppo economico ha ammesso l'azienda all'amministrazione straordinaria per il salvataggio e rilancio delle grandi aziende in crisi in applicazione del D.L. 347/2003, e confermato Ruperto quale commissario straordinario, in modo da poter consentire la ripresa delle sue attività.
Nel luglio 2019 tutte le società del gruppo Tecnis  sono state acquistate dal gruppo campano D'Agostino Costruzioni, a cui è stato ceduto tutto il personale e affidati i lavori che precedentemente erano stati consegnati alla Tecnis.

## Informazioni e dati
Tecnis S.p.A., con capitale sociale di euro 32 milioni, operante nel settore delle costruzioni di opere infrastrutturali, è specializzata nella costruzione di strade, autostrade, ferrovie, metropolitane, edilizia sanitaria, parcheggi, interporti e infrastrutture marittime, e conta un organico medio di 350 dipendenti.
Nel 2012 aveva 1.250 dipendenti complessivi e realizzava un fatturato di 350 milioni di euro.
L'impresa etnea è presente sia sul mercato nazionale che internazionale, ed oltre la sede legale di Tremestieri, conta una filiale italiana a Roma e tre all'estero (Emirati Arabi Uniti, Romania, Tunisia).